# Olavi Latsa
Olavi Latsa  (* 19. Juli 1929 in Salmi; † 4. März 1988 in Järvenpää) war ein finnischer Skilangläufer.
Latsa, der für den Lappeenrannan Hiihtäjät startete, nahm an den Olympischen Winterspielen 1956 in Cortina d’Ampezzo teil. Dabei belegte er den neunten Platz über 30 km. Ein Jahr zuvor errang er bei den Lahti Ski Games den 18. Platz im Lauf über 18 km.